# Автомобильный аккумулятор

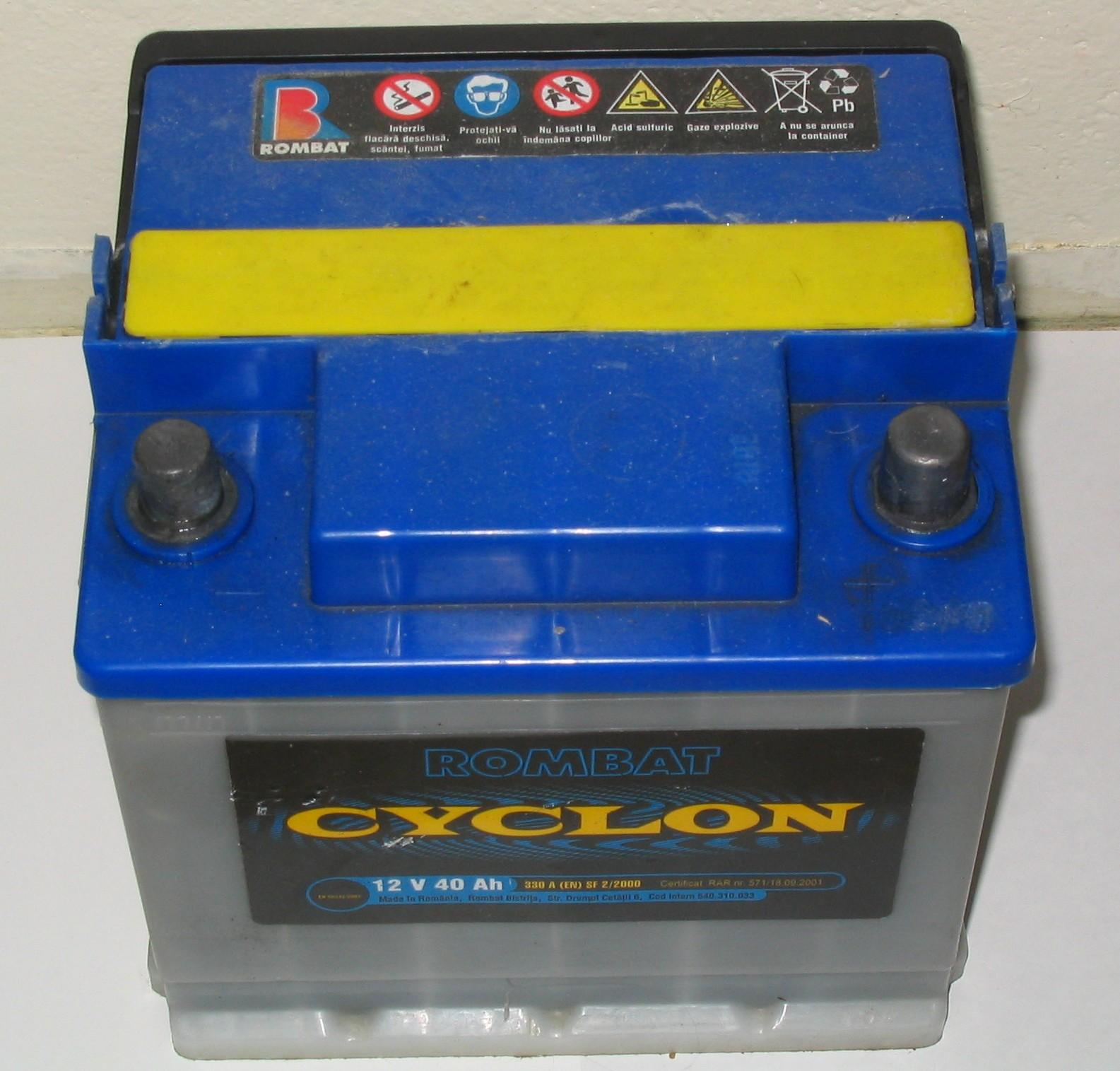
Автомобильная свинцово-кислотная аккумуляторная батарея номинальной ёмкостью 40 А·ч, электрического напряжения 12 В, «обратной» или «L» полярности, со стандартными клеммами

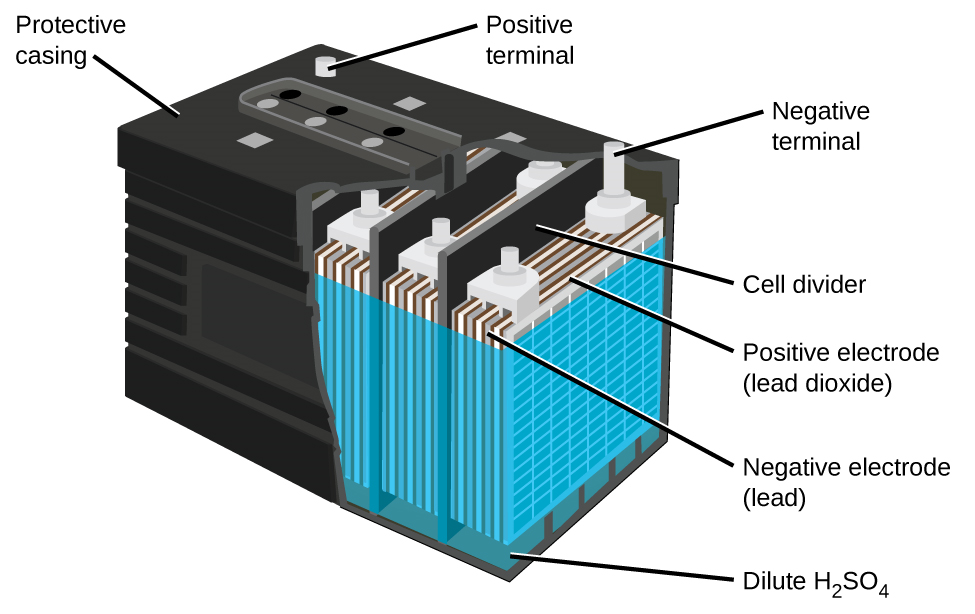
Схематичное изображение свинцово-кислотной 12-вольтовой аккумуляторной батареи

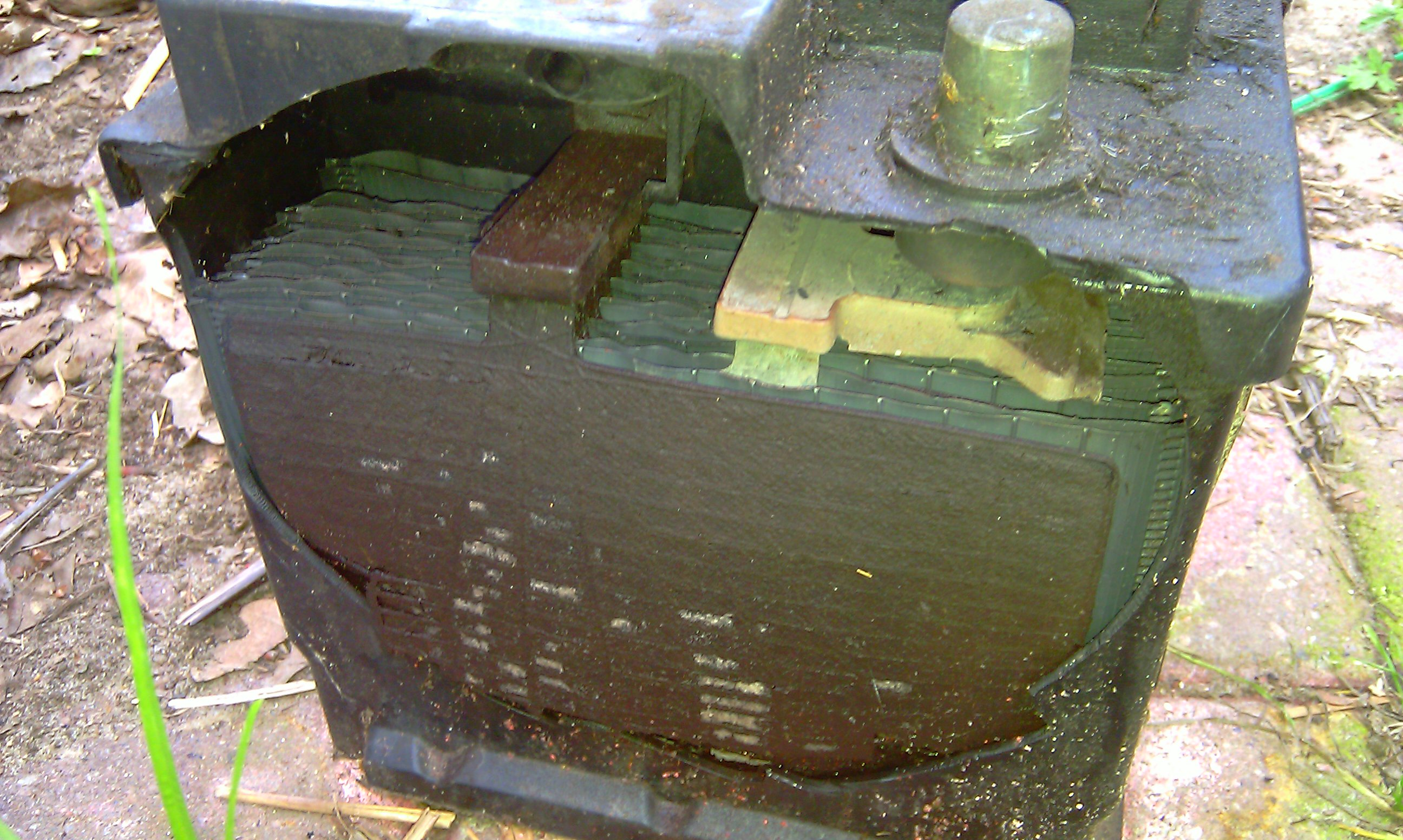
Расположение электродов в «банке» свинцово-кислотного аккумулятора в составе аккумуляторной батареи

Автомоби́льный аккумуля́тор (автомобильная батарея; АКБ) — тип электрической аккумуляторной батареи, применяемый в транспорте. Используется в качестве вспомогательного источника электроэнергии в бортовой сети при неработающем двигателе и для запуска двигателя.
На протяжении длительного времени АКБ были представлены свинцово-аккумуляторными батареями, однако в 2020х годах начали получать коммерческое распространение литий-ионные и натрий-ионные аккумуляторные батареи.

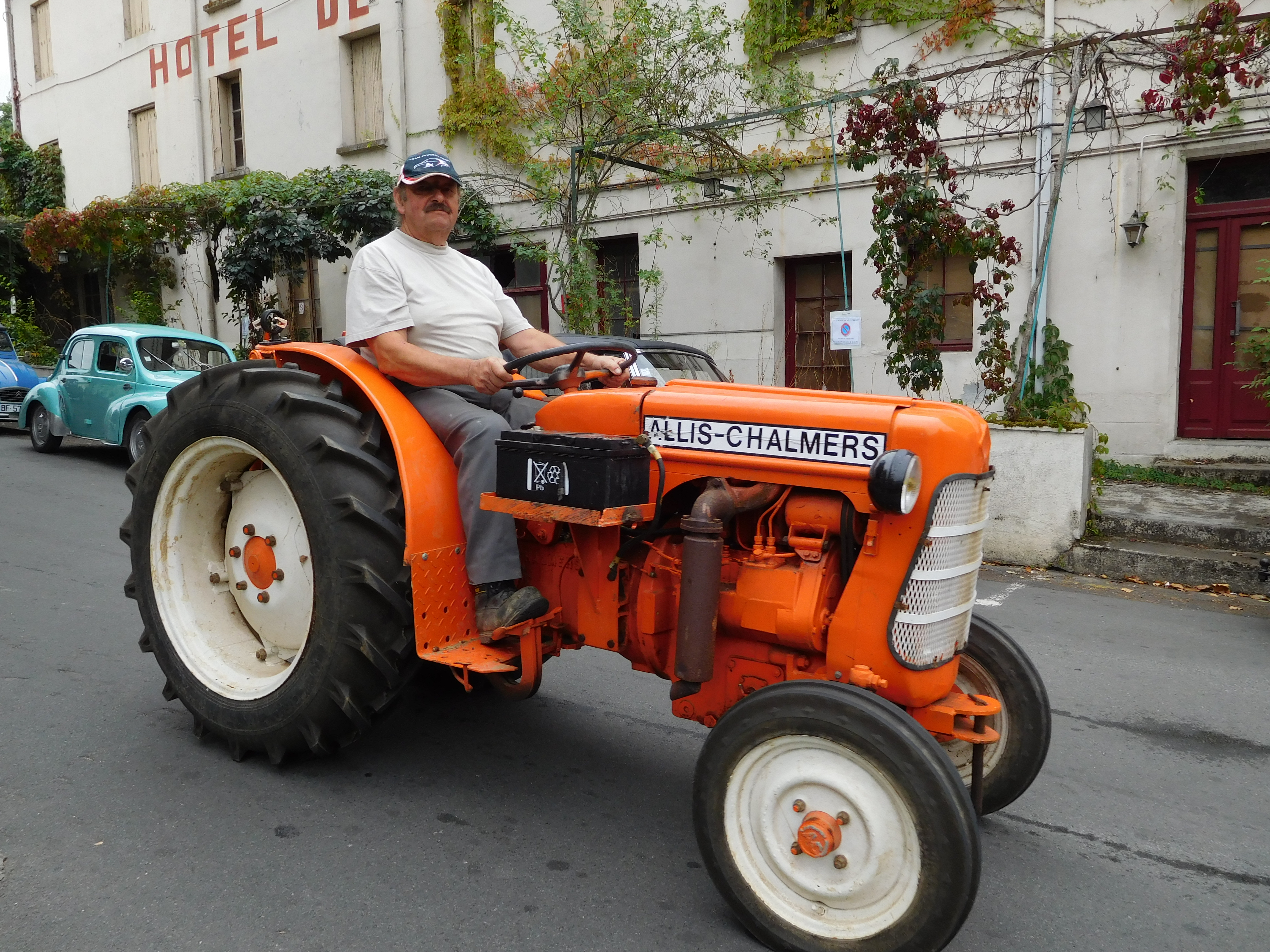
Свинцово-кислотная аккумуляторная батарея трактора

## Основные характеристики свинцово-кислотных батарей
Напряжение полностью заряженного свинцово-кислотного элемента составляет 2,1 В. Номинальное напряжение элемента принимается 2 В. Все применяемые батареи, состоящие из ряда последовательно соединённых элементов (секций, в просторечии иногда «банок»), имеют номинальные напряжения, кратные 2 В.
Свинцово-кислотные АКБ обладают уникальным свойством автоматической остановки заряда и резкого роста напряжения, как и резкого падения зарядного тока, при полном заряде. Значительным преимуществом является также её относительная безопасность при разрушении, например при аварии, хотя и использование литий-ионных или литий-железо-фосфатных аккумуляторов также возможно.
- Номинальное напряжение:
  - 6 В — до конца 1940-х годов практически все автомобили имели шестивольтовое электрооборудование. Сегодня аккумуляторы с напряжением 6 В применяются только в особо лёгкой мототехнике.
  - 12 В — в данный момент во всех легковых автомобилях, большинстве грузовых автомобилей и автобусов с бензиновыми двигателями, а также в большинстве мотоциклов используются аккумуляторы с таким значением напряжения.
  - 24 В — используются на тяжёлых грузовых автомобилях и автобусах с дизельными двигателями, троллейбусах, трамваях, а также на военной технике с дизельными двигателями.

Напряжение без нагрузки (напряжение при снятых клеммах) аккумулятора можно связать с примерным уровнем заряда. Если аккумулятор находится на транспортном средстве, напряжение без нагрузки измеряется, когда двигатель остановлен, а нагрузка полностью отключена (сняты клеммы). Полностью заряженный аккумулятор должен иметь напряжение на свободных клеммах 12,8 В. При этом напряжение без нагрузки зависит от температуры и плотности электролита при полном заряде. Плотность электролита при одном и том же уровне заряда также зависит от температуры (обратная зависимость).
Степень заряженности оценивают на отключённом от нагрузки аккумуляторе не менее чем через 6 часов покоя, а также при комнатной температуре. В случае температуры, отличной от комнатной, вносится температурная поправка. В среднем считается, что падение температуры на 1 °C от комнатной снижает ёмкость примерно на 1%, таким образом, при -30 °C ёмкость автомобильной АКБ будет равна примерно половине от ёмкости при +20 °C. Напряжение аккумулятора без нагрузки можно также определить по приведённой таблице:
| Напряжение без нагрузки при T = 26,7 °C | Напряжение без нагрузки при T = 26,7 °C | Примерный заряд | Плотность электролита при T = 26,7 °C |
| 12 В                                    | 6 В                                     | Примерный заряд | Плотность электролита при T = 26,7 °C |
| --------------------------------------- | --------------------------------------- | --------------- | ------------------------------------- |
| 12,70 В                                 | 6,32 В                                  | 100 %           | 1,265 г/см³                           |
| 12,63 В                                 | 6,22 В                                  | 75 %            | 1,225 г/см³                           |
| 12,10 В                                 | 6,12 В                                  | 50 %            | 1,190 г/см³                           |
| 11,95 В                                 | 6,03 В                                  | 25 %            | 1,155 г/см³                           |
| 11,70 В                                 | 6,00 В                                  | 0 %             | 1,120 г/см³                           |

###### Номинальная ёмкость
Ёмкость АКБ измеряется в ампер-часах. Применительно к маркировке аккумулятора, значение номинальной ёмкости показывает, каким током будет равномерно разряжаться автомобильная АКБ до конечного напряжения при 20-часовом цикле разряда. Например, обозначение 6СТ-60 означает, что батарея в течение 20 часов будет отдавать ток 3 А, при этом в конце напряжение на клеммах не упадёт до 10,5 В. Однако это вовсе не означает линейную зависимость времени разряда от разрядного тока, то есть что батарея сможет отдавать ток 60 А в течение одного часа.
Особенностью всех аккумуляторов является уменьшение времени разряда с увеличением тока разряда. Зависимость времени разряда от тока разряда близка к степенной. Распространена, в частности, формула Пейкерта:
{\displaystyle C_{p}=I^{k}t,}
где {\displaystyle C_{p}} — номинальная ёмкость аккумулятора, измеренная при токе разряда 1А;
{\displaystyle k} — число Пейкерта — показатель степени, постоянный для данного аккумулятора или типа аккумуляторов. Для свинцово-кислотных аккумуляторов число Пейкерта изменяется от 1,15 до 1,35.
На практике разряд током 1 А обычно очень редко применяется. Формулу Пейкерта можно записать для любой номинальной ёмкости аккумулятора, чтобы получить формулу для реальной ёмкости аккумулятора {\displaystyle E} при произвольном токе разряда {\displaystyle I}:
{\displaystyle E=E_{n}\left({\frac {I_{n}}{I}}\right)^{k-1}},
где {\displaystyle E_{n}} — номинальная ёмкость аккумулятора, а {\textstyle I_{n}} — номинальный ток разряда, при котором задана номинальная ёмкость (обычно ток 20-часового или 10-часового цикла разряда).
Ёмкость аккумулятора, как правило, выбирается, исходя из рабочего объёма двигателя (больший объём — бо́льшая мощность стартёра — бо́льшая ёмкость АКБ), его типа (для дизельных ёмкость автомобильной АКБ должна быть больше, чем для бензиновых двигателей при равном объёме цилиндров).
Для районов с холодным климатом на автомобиль рекомендуется устанавливать аккумулятор большей ёмкостью, чем штатная.
- Резервная ёмкость. В отличие от номинальной ёмкости, которая определяется при относительно небольшом разрядном токе, резервная ёмкость означает, сколько времени способен проехать автомобиль при неисправности генератора. Ток разряда принимается равным 25 А, то есть учитывается расход энергии на работу фар и вентилятора салона. При этом нельзя просто разделить номинальную ёмкость автомобильной АКБ на 25 А. При таком токе резервная ёмкость составит примерно 2/3 от номинальной. Как правило, значение резервной ёмкости указывается на маркировке автомобильной АКБ в минутах.
- Пусковой ток, или ток холодной прокрутки (англ. cold cranking amps, CCA), — максимальный ток, который способен отдавать аккумулятор без просадки напряжения на клеммах ниже 9В в течение 30 секунд при -18 °C по ГОСТ 53165-2008.
- При температуре окружающего воздуха -10 °C зарядные характеристики аккумулятора, не имеющего обогрева, из-за охлаждения ухудшаются, а при температуре ниже -30 °C заряд от штатного генератора автомобиля практически отсутствует[6]. Температура электролита в аккумуляторе, установленном на автомобиле, на 5—7 °C выше температуры окружающей среды и изменяется вслед за ней с запаздыванием на 4—5 часа. В режиме длительного движения за 10—12 часов температура электролита в необогреваемых аккумуляторных батареях повышается на 2—3 °C, а при наличии обогреваемого отсека для аккумуляторных батарей — на 5—7 °C. Поэтому, для надёжной эксплуатации в условиях низких температур применяются конструкции аккумулятора с внутренним электроподогревом[7] [8].

###### Цикл заряда/разряда
Аккумулятор автомобиля содержит химические вещества, которые, вступая в электрохимическую реакцию, производят электрический ток. В свинцово-кислотном аккумуляторе две группы пластин из губчатого свинца помещаются в водный раствор серной кислоты, который называется электролитом. Вследствие этого в электролите начинается движение ионов, а во внешней электрической цепи возникает электрический ток.
Отрицательные пластины из губчатого свинца (Pb) являются анодами, а положительные пластины, покрытые обмазкой из диоксида свинца (PbO2) — катодами, электролит представляет собой раствор серной кислоты (H2SO4) в воде (H2O).
Цикл разряда
Когда аккумулятор разряжается, диоксид свинца на аноде окисляется до сульфата свинца. Свинец обеих пластин вступает в реакцию с SO4, в результате чего образуется сульфат свинца (PbSO4). Водород (H2) из серной кислоты вступает в реакцию с кислородом (O2) из положительной пластины, и образуется вода (H2O). При этом расходуется серная кислота и образуется вода. Правильная зарядка во многом определяет ресурс службы батареи.
Батарея разряжена
В полностью разряженном аккумуляторе обе пластины покрыты сульфатом свинца (PbSO4), а электролит разбавлен до большей степени водой (H2O).
Цикл заряда
Процесс противоположен разрядке.

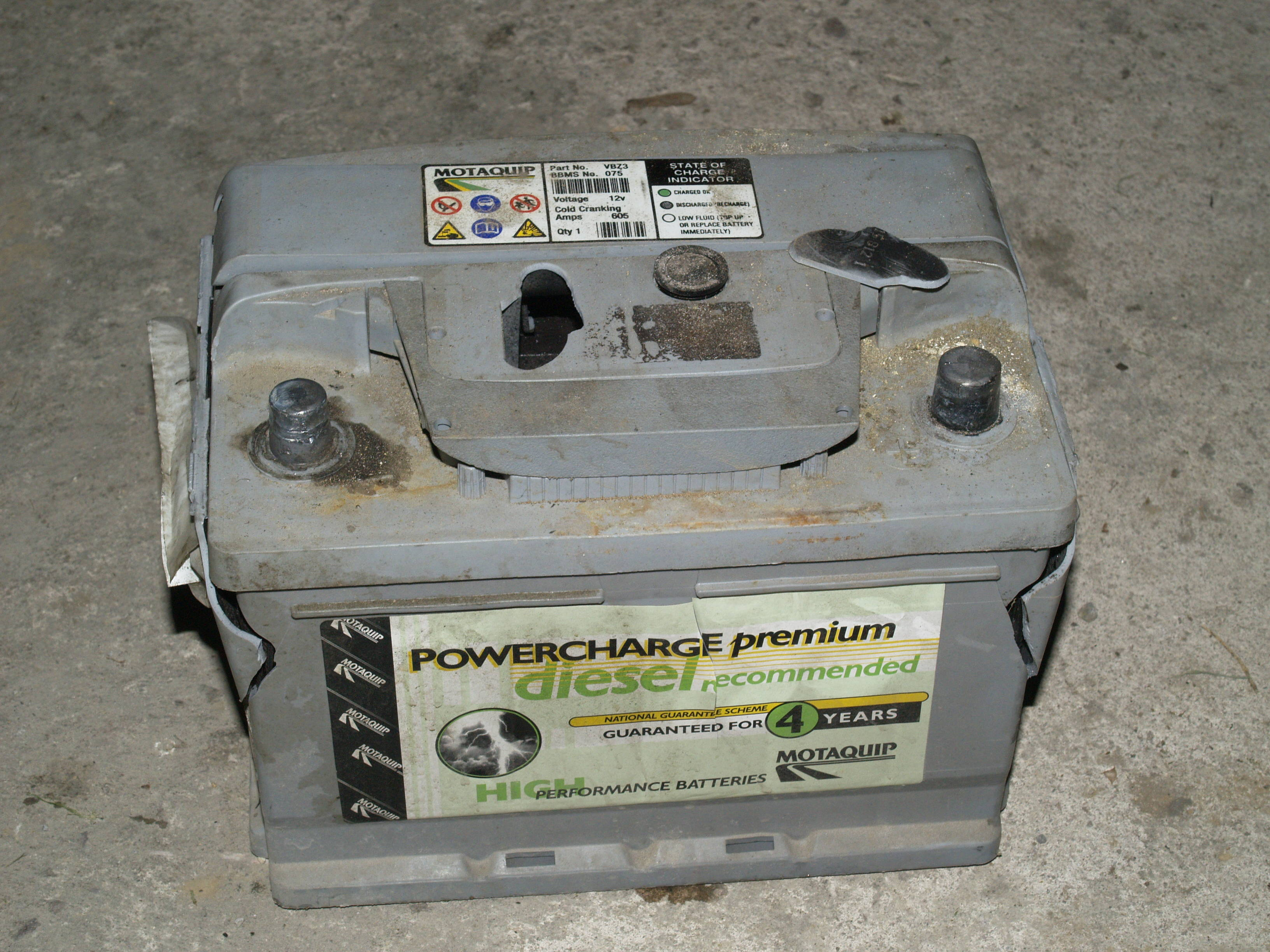
Автомобильный аккумулятор после взрыва

Сульфат (SO4) покидает пластины и объединяется с водородом (H2), превращаясь в серную кислоту (H2SO4). Свободный кислород (O2) объединяется со свинцом (Pb) на катоде с образованием диоксида свинца (PbO2). Когда батарея приближается к полной зарядке, водород образуется на отрицательных пластинах, а кислород — на положительных, происходит газообразование. Выделяющиеся газы взрывоопасны.

## Устройство автомобильной АКБ

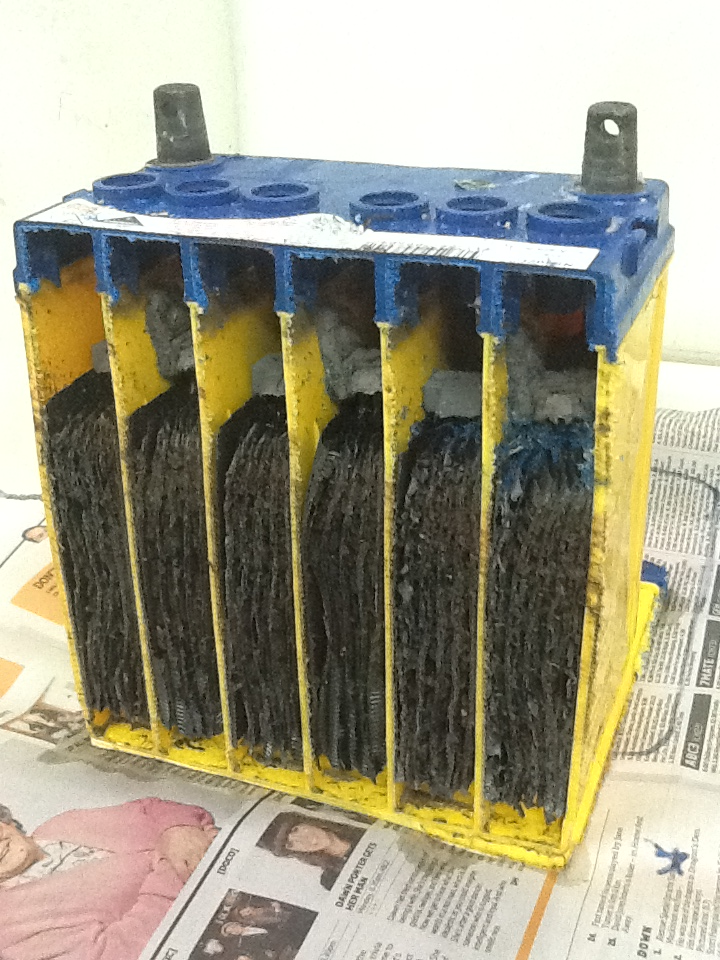
Устройство автомобильной свинцово-кислотной аккумуляторной батареи на 12 В в разрезе. Батарея состоит из 6 аккумуляторов, конструктивно объединённых в один общий корпус, каждый аккумулятор расположен в изолированной отдельной «банке». Положительные пластины помещены в конверты.

### Свинцовая АКБ
| Установленные в нищах 14 NiMH-аккумуляторных батарей | NiMH-аккумуляторная батарея — 12 В, 80 А·ч. Состоит из 10 аккумуляторов соединённых последовательно |
| Электропитание автомобиля с электроприводом («Hotzenblitz») осуществляемое при помощи 14 никель-металлогидридных аккумуляторных батарей напряжением 12 В и ёмкостью 78 А·ч и состоящих каждая из 10 призматических аккумуляторов напряжением 1,2 В | NiMH-аккумулятор — 1,2 В, 80 А·ч. Для сравнения рядом расположены элементы питания типоразмера AA   |

12-вольтовая свинцово-кислотная аккумуляторная батарея состоит из 6 элементов (банок), каждая номинальным напряжением около 2,1 В, соединённых последовательно. Элементы представляют собой пакеты отрицательных и положительных пластин, сложенных поочередно. Выводы пластин каждой группы спаиваются и выводятся на крышку АКБ, где соединяются между собой.
Для предотвращения осыпания оксида свинца с положительных пластин они либо армируются пластиковым сепаратором, либо помещаются в специальный конверт. Пакеты помещены в электролит, который налит чуть ниже уровня крышки.
Обычно электролит представляет собой смесь дистиллированной воды и серной кислоты с плотностью в пределах 1,23—1,34 г/см³ (чем выше плотность электролита, тем более морозостойкая батарея). Этого недостатка частично лишены автомобильные АКБ, построенные на базе технологии AGM (Absorbent Glass Mat), электролит в которых абсорбирован в стеклянном волокне[уточнить], а также так называемые гелевые аккумуляторы, где электролит загущается до гелеобразного состояния силикагелем (технология носит название GEL).

Размеры
При разработке нового типа или даже марки автотехники нередко приходилось разрабатывать под неё новую автомобильную АКБ. В дальнейшем производители разработали большую номенклатуру различных аккумуляторов, существенно различающихся типоразмерами и электрическими характеристиками. Для тяжёлых грузовиков и спецмашин, имеющих бортовую сеть 24 В, применяются две одинаковые 12-вольтовые батареи, соединённые последовательно, или одна 24-вольтовая батарея (редко).
Существует несколько форм-факторов батарей. Аккумуляторы для японского и европейских рынков могут иметь разные размеры.
Полярность

### Внешний вид и дизайн

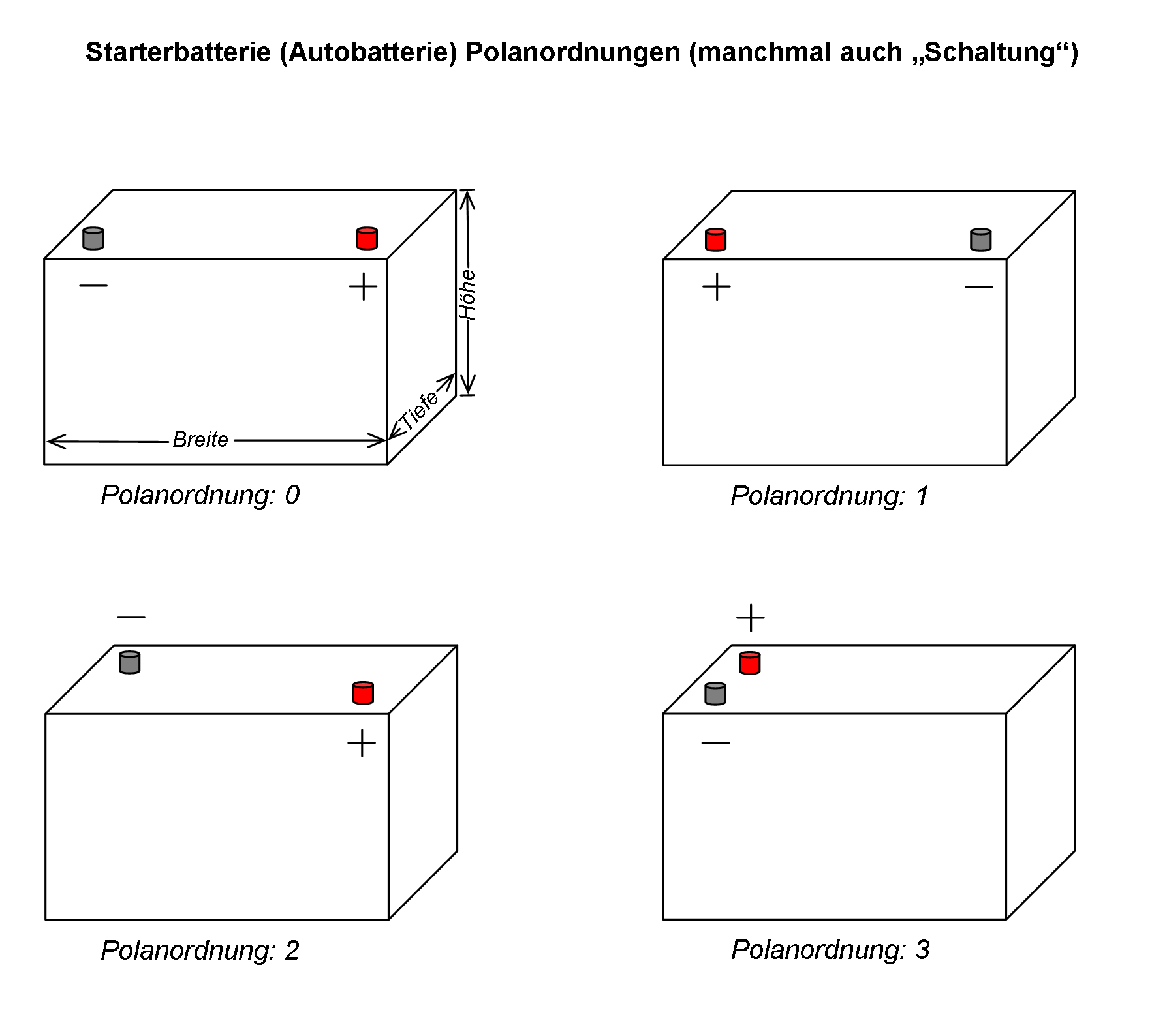
Варианты расположения контактов автомобильных аккумуляторов: 0 — обратная (азиатская), 1 — прямая (европейская), 3 — требующие последовательного соединения 2 АКБ по 12 В для получения суммарного напряжения 24 В (обычно для дизельных грузовых автомобилей и тяжёлой техники).

Под термином «полярность» понимается расположение электродов на корпусе автомобильной АКБ. Различают полярность «прямую» и «обратную», а также «универсальную» (выводы находятся посередине крышки АКБ). Для автомобилей отечественного или европейского выпуска характерна прямая полярность, при которой плюсовая клемма расположена слева, а минусовая — справа, при положении аккумулятора «клеммы ближе к вам», для японских и корейских автомобилей характерна «обратная» полярность — минусовая клемма находится слева. Установить батарею, например, «европейской» полярности на японский автомобиль зачастую бывает невозможно. Может потребоваться удлинение проводов.
Диаметр контактных клемм
В типе Euro — type 1 — 19,5 мм «плюсовая» клемма и 17,9 мм «минусовая» клемма. Тип Asia — Type 3 — 12,7 мм у «плюсовой» клеммы, — и 11,1 мм у клеммы «минус». Выпускаются «колпачки» — переходники с тонких клемм на толстые.
Тип крепления
В конкретном транспортном средстве может быть реализован один из типов крепления автомобильной АКБ — верхнее или нижнее. В ряде автомобилей конструкции для закрепления батареи может быть не предусмотрено. Обозначения типов нижнего крепления такие: B00, B01, B03, B13.
Уход за аккумулятором

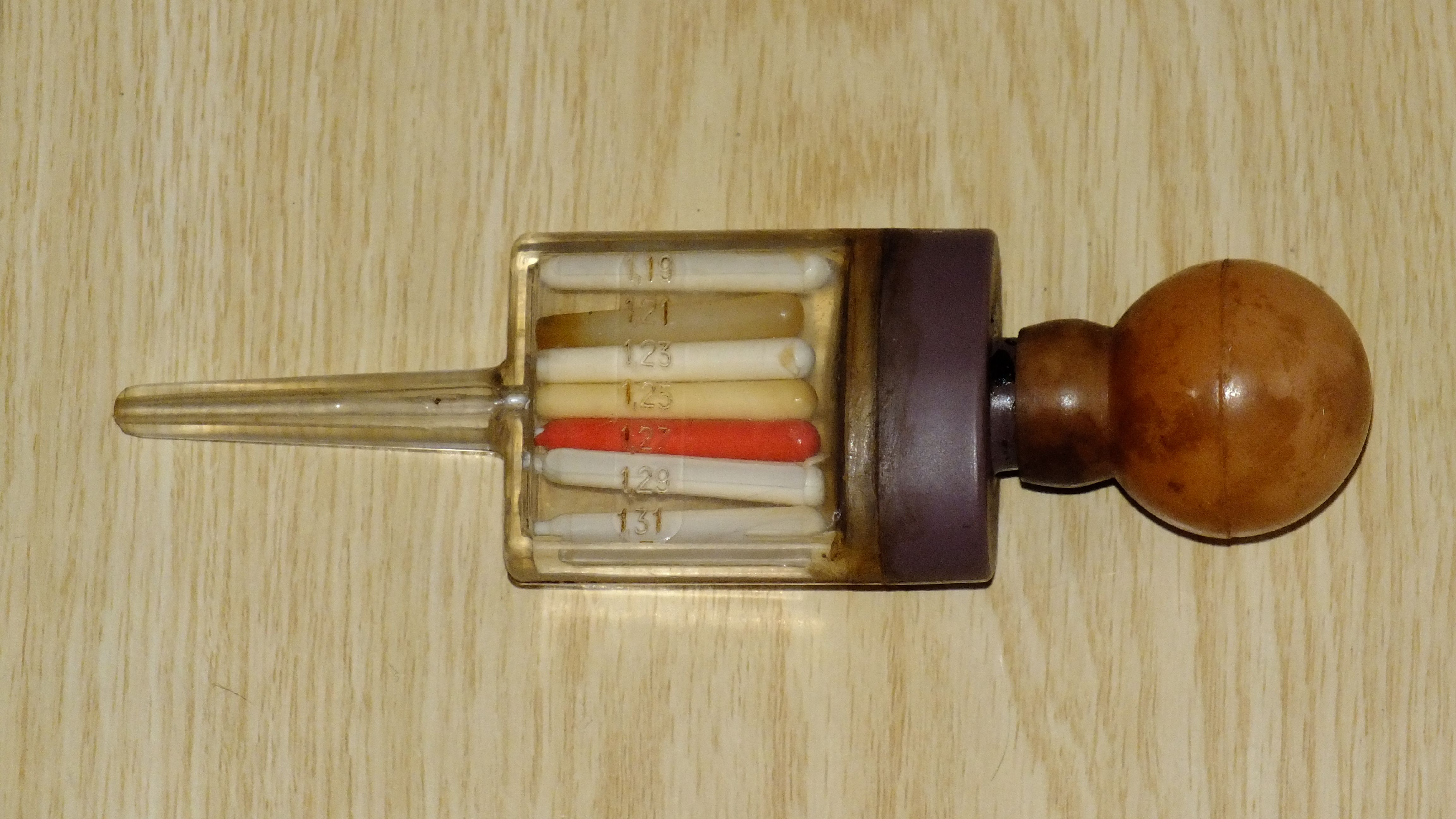
Семипоплавковый ареометр для измерения плотности электролита в автомобильных аккумуляторах

Автомобильные АКБ по этому признаку разделяют на два типа: обслуживаемые (и как их подкатегория — малообслуживаемые) и необслуживаемые (в тексте ГОСТа обозначенные как безуходные). В обслуживаемых аккумуляторах необходим регулярный контроль состояния электролита и подзарядка по специальной технологии с помощью стационарного зарядного устройства. На промышленных предприятиях для ухода за автомобильными аккумуляторами есть специально обученные люди (аккумуляторщики), а также зарядные станции.
Однако это не означает, что за «необслуживаемыми» автомобильными АКБ совсем не нужен уход. Как правило, необслуживаемая батарея имеет встроенный индикатор-ареометр, по цвету которого определяется плотность электролита — зелёный поясок при нормальной плотности, красный или белый — при разряде батареи.
На всех аккумуляторных АКБ необходимо контролировать напряжение зарядки АКБ, не допуская глубокого разряда или перезаряда. Хронический глубокий недозаряд, например при частых поездках зимой на короткие расстояния, приведет к выходу из строя АКБ за несколько сезонов. Перезаряд будет вызывать электролиз («кипение») и потёки электролита, поэтому выведет из строя АКБ примерно в этот же срок. Нормальное напряжение на полностью заряженной АКБ во время работы двигателя должно быть в пределах 13,5...14,0 В.
Также во избежание повреждения аккумуляторного отсека кислотой необходимо контролировать герметичность корпуса, заливных пробок и чистоту дренажных отверстий на поддоне аккумулятора, а при выявлении потеков электролита устранить причину, при необходимости заменить АКБ, а также тщательно промыть корпус и отсек автомобильной АКБ нейтрализующим щелочным составом. Необходимо периодически тщательно очищать клеммы во избежание их повреждения от плохого контакта.

### Примеры и фотографии АКБ

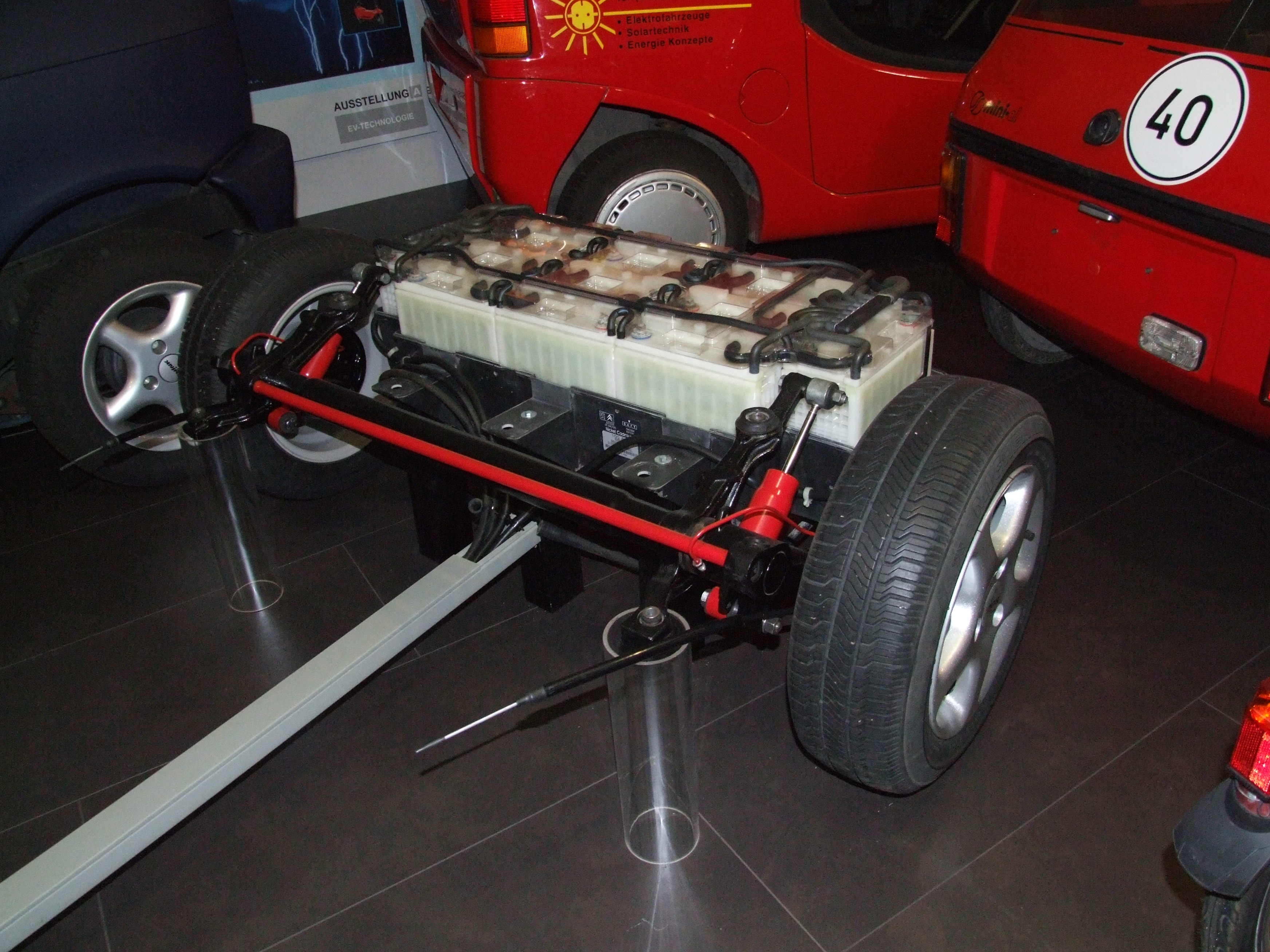
Никель-кадмиевая аккумуляторная батарея электромобиля Peugeot, 120 В, 100 А·ч, 300 кг
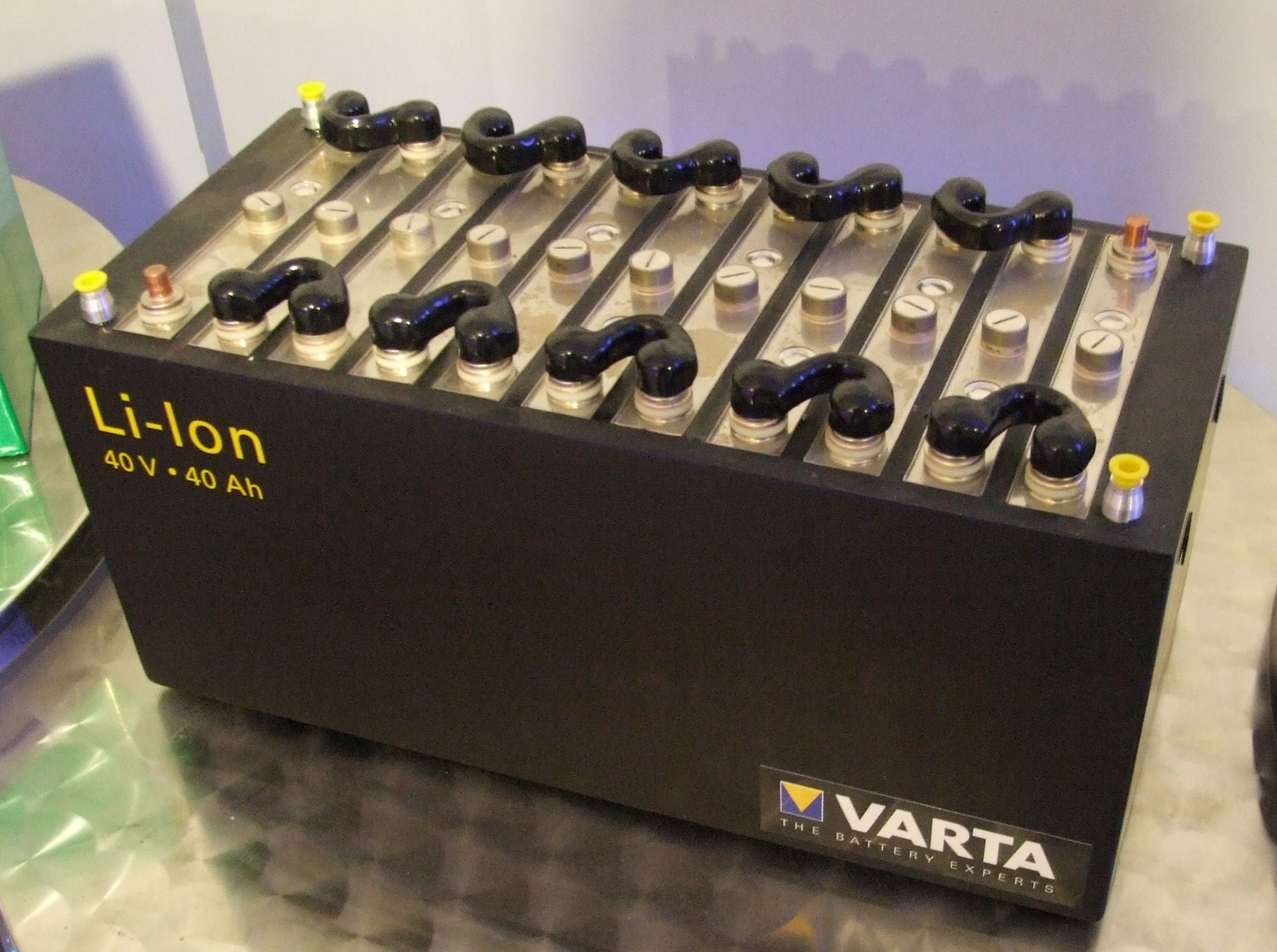
Литий-ионная аккумуляторная батарея, 40 В, 40 А·ч
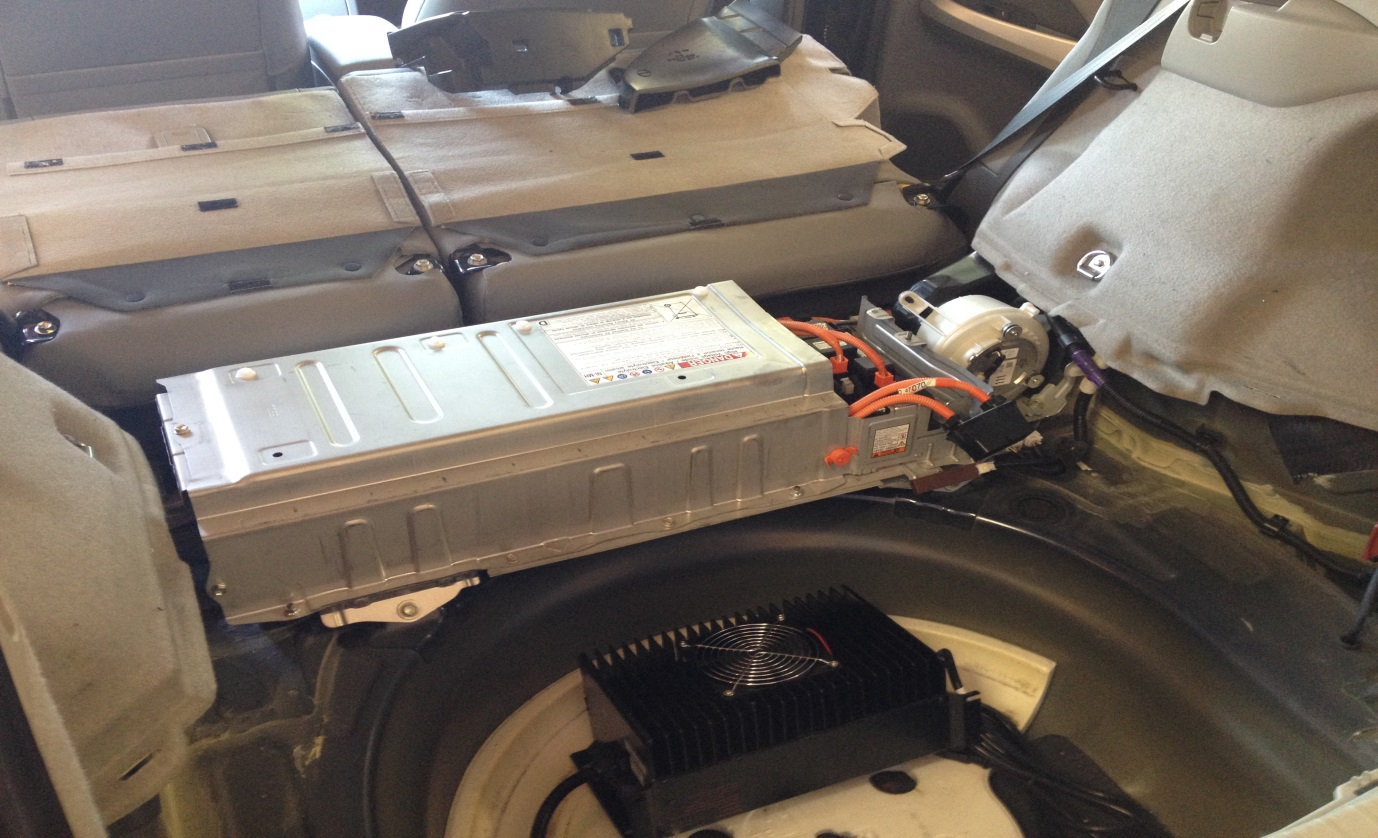
Никель-металлогидридная аккумуляторная батарея гибридного автомобиля Toyota Prius (XW50)
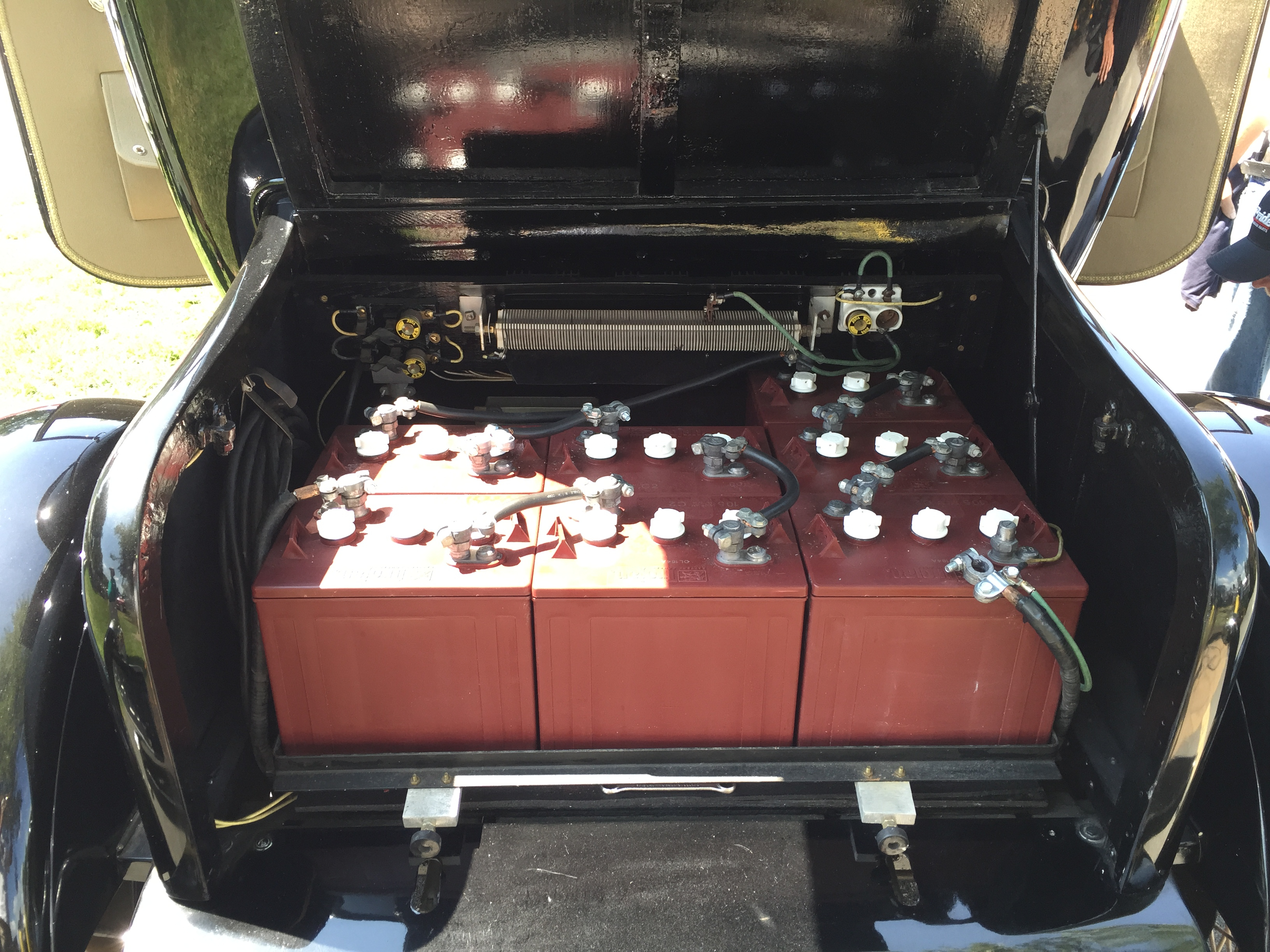
Передняя группа 7 свинцово-кислотных аккумуляторных батарей по 6 В каждая автомобиля Detroit Electric образца 1932 года
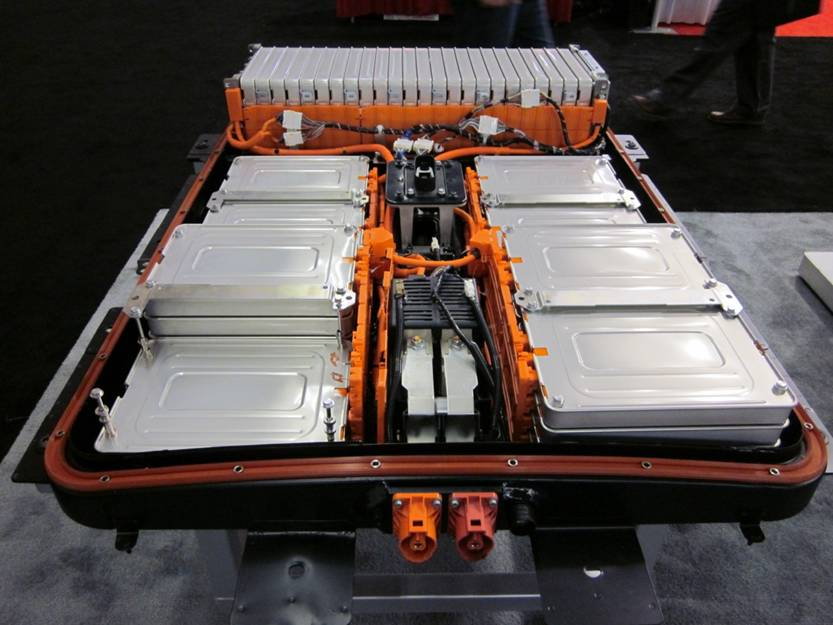
Батарея литий-ионных аккумуляторов Nissan LEAF
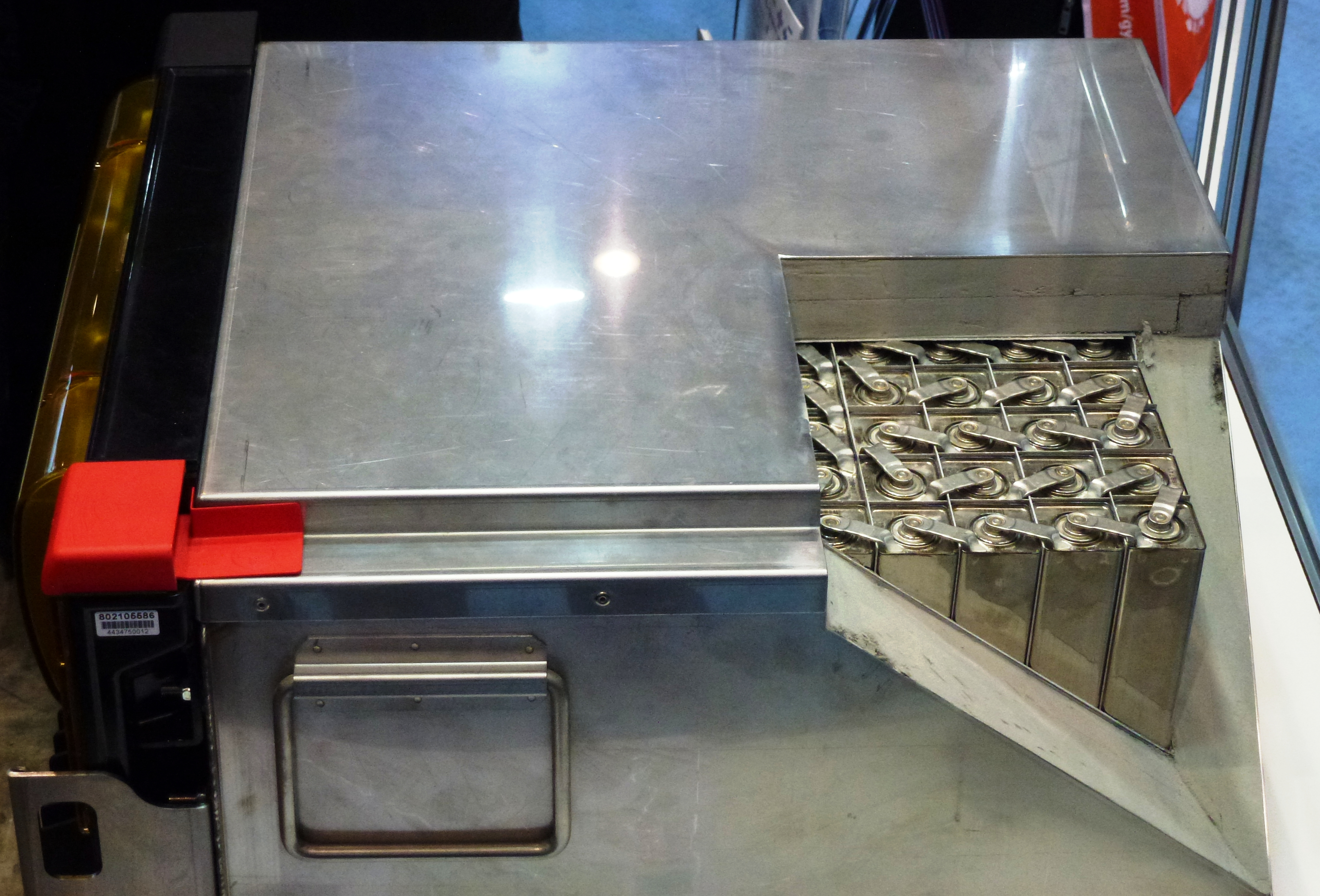
Батарея никель-солевых аккумуляторов в автомобиле
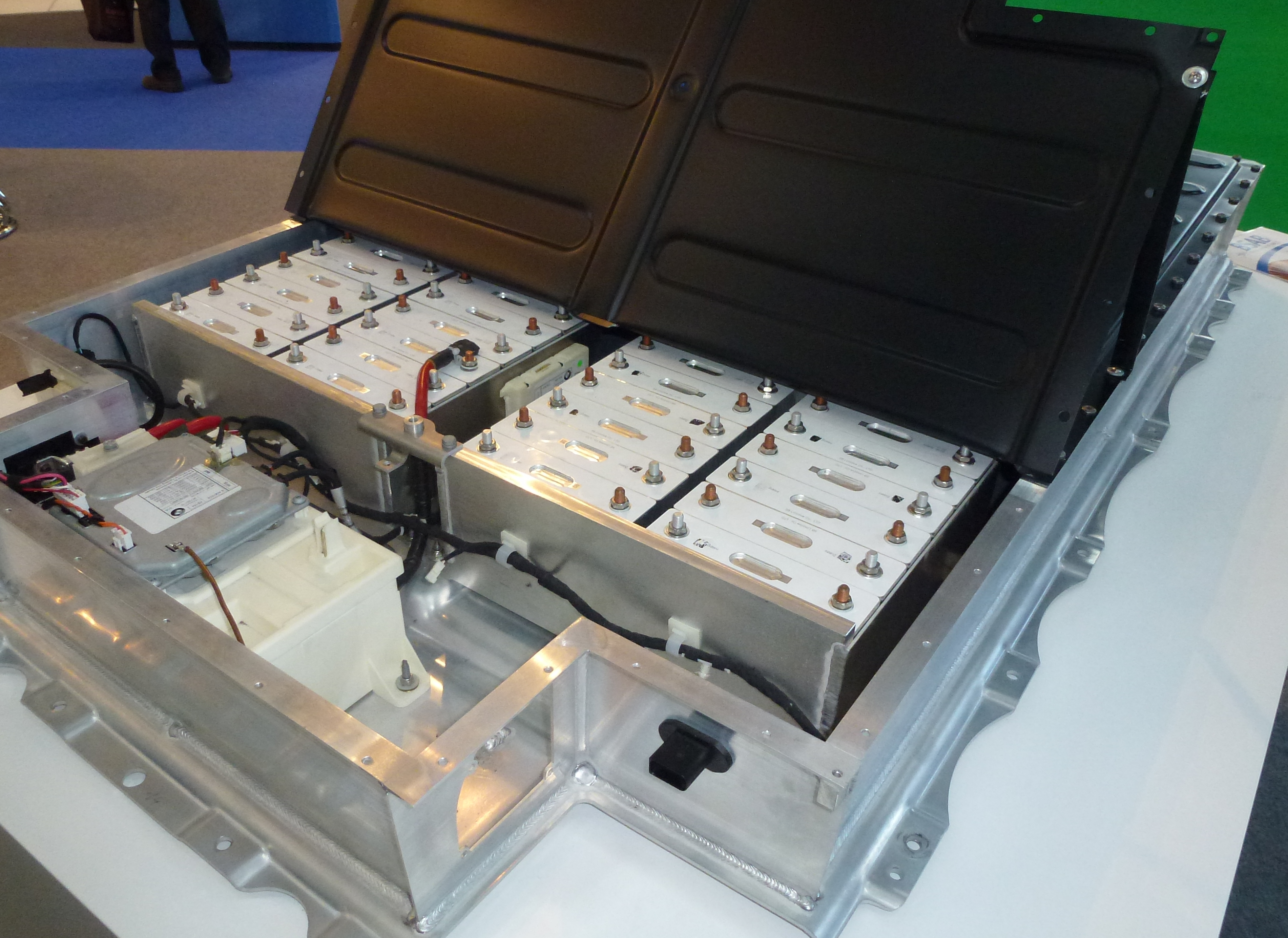
Батарея литий-ионных аккумуляторов BMW i3

### Стандарты в Российской Федерации
В России к автомобильным аккумуляторным батареям и аккумуляторам предъявляются ряд нормативных требований, в частности действует ряд ГОСТов:
Общие
- ГОСТ Р 58092.1-2018 «Системы накопления электрической энергии (СНЭЭ). Термины и определения»
- ГОСТ 15596-82 «Источники тока химические. Термины и определения» / Сборник стандартов «Электротехника. Термины и определения». Часть 2 // М.: Стандартинформ, 2005. Текст документа на сайте «Техэксперт».
- ГОСТ 33667-2015 «Автомобильные транспортные средства. Наконечники проводов к выводам аккумуляторных батарей и стартеров. Технические требования и методы испытаний»
- ГОСТ Р ИСО 6469-1-2016 «Транспорт дорожный на электрической тяге. Требования безопасности. Часть 1. Системы хранения энергии аккумуляторные бортовые»
- ГОСТ Р МЭК 62485-3-2013 «Батареи аккумуляторные и аккумуляторные установки. Требования безопасности. Часть 3. Тяговые батареи»
- ГОСТ Р МЭК 61982-1-2011 «Батареи аккумуляторные для использования на электрических дорожных транспортных средствах. Часть 1. Параметры испытаний»
- ГОСТ Р МЭК 61982-2018 «Батареи аккумуляторные для использования на электрических дорожных транспортных средствах, за исключением литиевых батарей. Методы испытаний для определения рабочих характеристик и выносливости»
- ГОСТ 8771-76 «Битум нефтяной для заливочных аккумуляторных мастик. Технические условия» (с изменениями № 1, 2, 3)
- ГОСТ 10273-79 «Графит для изготовления активных масс щелочных аккумуляторов. Технические условия» (с изменениями № 1, 2, 3)

По свинцово-кислотным
- ГОСТ Р 53165-2008 (МЭК 60095-1:2006) «Батареи аккумуляторные свинцовые стартерные для автотракторной техники. Общие технические условия» // М.: Стандартинформ, 2009. Текст документа на сайте «Техэксперт».
- ГОСТ 6851-2003 «Батареи аккумуляторные свинцовые стартерные и нестартерные для мотоциклетной техники. Общие технические условия»
- ГОСТ Р МЭК 61430-2004 «Аккумуляторы и аккумуляторные батареи. Методы испытаний функционирования устройств, предназначенных для уменьшения взрывоопасности. Свинцово-кислотные стартерные батареи»
- ГОСТ Р МЭК 60254-2-2009 «Батареи аккумуляторные свинцово-кислотные тяговые. Часть 2. Размеры аккумуляторов и выводов и маркировка полярности аккумуляторов»
- ГОСТ 6980-76 «Моноблоки эбонитовые аккумуляторные для автомобилей, автобусов и тракторов. Технические условия» (с изменениями № 1, 2, 3, 4)
- ГОСТ 667-73 «Кислота серная аккумуляторная. Технические условия» (с изменениями № 1, 2, 3)
- ГОСТ 11380-74 «Барий сернокислый аккумуляторный. Технические условия» (с изменениями № 1, 2)

По никель-металлгидридным
- ГОСТ Р МЭК 62675-2017 «Аккумуляторы и аккумуляторные батареи, содержащие щелочной и другие некислотные электролиты. Герметичные призматические никель-металлгидридные аккумуляторы»
- ГОСТ Р МЭК 61436-2004 «Аккумуляторы и аккумуляторные батареи, содержащие щелочной и другие некислотные электролиты. Аккумуляторы никель-металл-гидридные герметичные»

По никель-кадмиевым
- ГОСТ Р МЭК 60623-2008 «Аккумуляторы и аккумуляторные батареи, содержащие щелочной и другие некислотные электролиты. Аккумуляторы никель-кадмиевые открытые призматические»
- ГОСТ 27174-86 (МЭК 623-83) «Аккумуляторы и батареи аккумуляторные щелочные никель-кадмиевые негерметичные емкостью до 150 А·ч. Общие технические условия» (с изменениями № 1, 2, 3, 4, 5)
- ГОСТ Р МЭК 60622-2010 «Аккумуляторы и аккумуляторные батареи, содержащие щелочной и другие некислотные электролиты. Герметичные никель-кадмиевые призматические аккумуляторы»
- ГОСТ Р МЭК 62259-2007 «Аккумуляторы и аккумуляторные батареи, содержащие щелочной и другие некислотные электролиты. Аккумуляторы никель-кадмиевые призматические с газовой рекомбинацией»

По литий-ионным
- ГОСТ Р 56229-2014/ISO/IEC PAS 16898:2012 «Транспорт дорожный на электрической тяге. Аккумуляторы литий-ионные. Обозначение и размеры»
- ГОСТ Р МЭК 62660-1-2014 «Аккумуляторы литий-ионные для электрических дорожных транспортных средств. Часть 1. Определение рабочих характеристик»
- ГОСТ Р МЭК 62660-2-2014 «Аккумуляторы литий-ионные для электрических дорожных транспортных средств. Часть 2. Испытания на надежность и эксплуатацию с нарушением режимов»
- ГОСТ Р 58152-2018 (МЭК 62660-3:2016) «Аккумуляторы литий-ионные для электрических дорожных транспортных средств. Часть 3. Требования безопасности»
- ГОСТ Р ИСО 12405-1-2013 «Транспорт дорожный на электрической тяге. Методы испытаний тяговых литий-ионных батарейных блоков и систем. Часть 1. Высокомощные применения»
- ГОСТ Р ИСО 12405-2-2014 «Транспорт дорожный на электрической тяге. Технические требования к испытаниям модулей и систем тяговых литий-ионных батарей. Часть 2. Высокоэнергетическое применение»
- ГОСТ Р МЭК 62620-2016 «Аккумуляторы и аккумуляторные батареи, содержащие щелочной или другие некислотные электролиты. Аккумуляторы и батареи литиевые для промышленных применений»	(распространяется в том числе на аккумуляторы и аккумуляторные батареи для вилочных погрузчиков, гольф-каров, автоматизированных транспортных средств для контейнеров, железнодорожный, морской транспорт)